# Belveder (Lednicko-valtický areál)
Lovecký zámeček Belveder stojí v Lednicko-valtickém areálu při Bezručově aleji, na Liščím vršku, na okraji Valtic v okrese Břeclav. Je chráněn jako kulturní památka České republiky.

## Historie
Empírový zámeček nechal v areálu bažantnice vystavět v letech 1802–1806 kníže Jan I. z Lichtenštejna. Výstavbou byl pověřen jeho vrchní architekt Josef Hardtmuth. V roce 1894 vyhořel, ale byl znovu obnoven i s výmalbou. Po znárodnění po roce 1945 se stát o zámeček nestaral a ten chátral. Později se dostal do správy Akademie věd, která jej využívala jako své pracoviště. Zámeček však utrpěl neodbornými zásahy. Zchátralý lovecký zámeček byl dlouho v havarijním stavu a nebyl veřejnosti přístupný. Objekt byl od roku 2018 v rekonstrukci. Náklady na rekonstrukci, jejíž ukončení bylo naplánováno na konec roku 2020, měly činit 12 miliónů korun. Po dokončení rekonstrukce byl lovecký zámeček poprvé v historii zpřístupněn veřejnosti v červnu 2021.

## Popis
Letohrádek tvoří osmiboká centrální část s postranními křídly. Hlavní oktagonální sál Belvederu opatřil vídeňský malíř Johann Joseph Langenhöffel (1750–1807) iluzívní výmalbou v tzv. „pompejském stylu“. Po požáru v roce 1894 byl hlavní salonek vyzdoben vzácnými hedvábnými čínskými tapetami, které kníže Alois I. z Lichtenštejna získal z majetku popravené francouzské královny Marie Antoinetty. Uprostřed salonku seděl Číňan a okolo něho jeho druhové na vyřezávaných sedátkách. Při zdech bývaly rozestavěny černé, perletí vykládané židle. Světlo zajišťovaly lampiony s lustrem, který zdobila malby čínských draků. Stěny pak byly vyzdobeny hedvábnými obrazy a malbami od Josefa Langenhöffela. Místy vše doplňovaly sbírky porcelánu. V roce 1928 bylo zamýšleno doplnit výzdobu o hedvábné tapety ze zaniklého Čínského pavilonu. K tomu ovšem nedošlo.

## Dostupnost
Zámeček se nachází v blízkosti silnice II/422 z Lednice do Valtic. Turisty sem přivádí také modrá turistická značka z Valtic, pokračující na Hlohovec. V blízkosti prochází také červeně značená turistická stezka od Dianina chrámu a pokračující ke kolonádě na Rajstně.

## Galerie

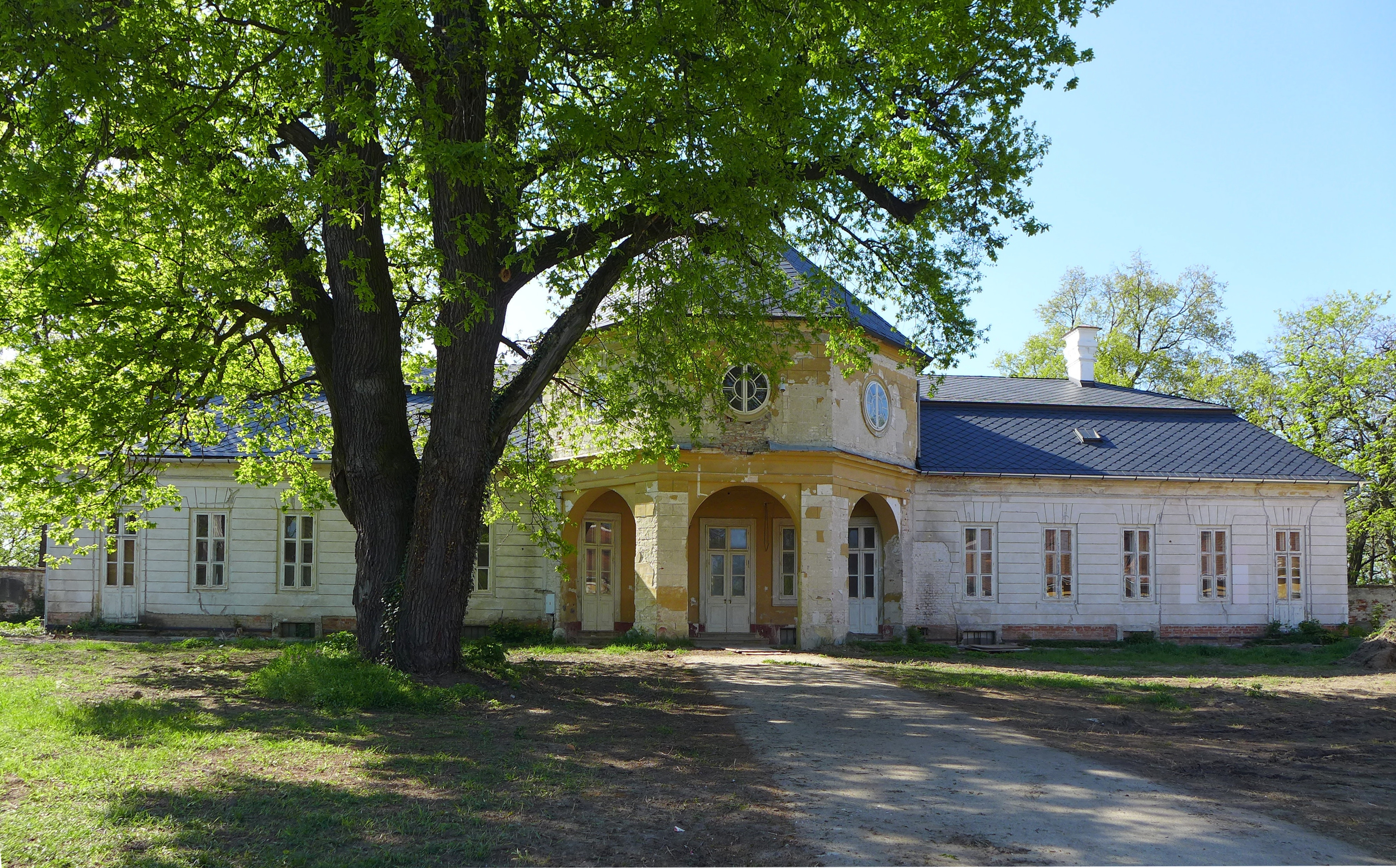
zámeček v roce 2016
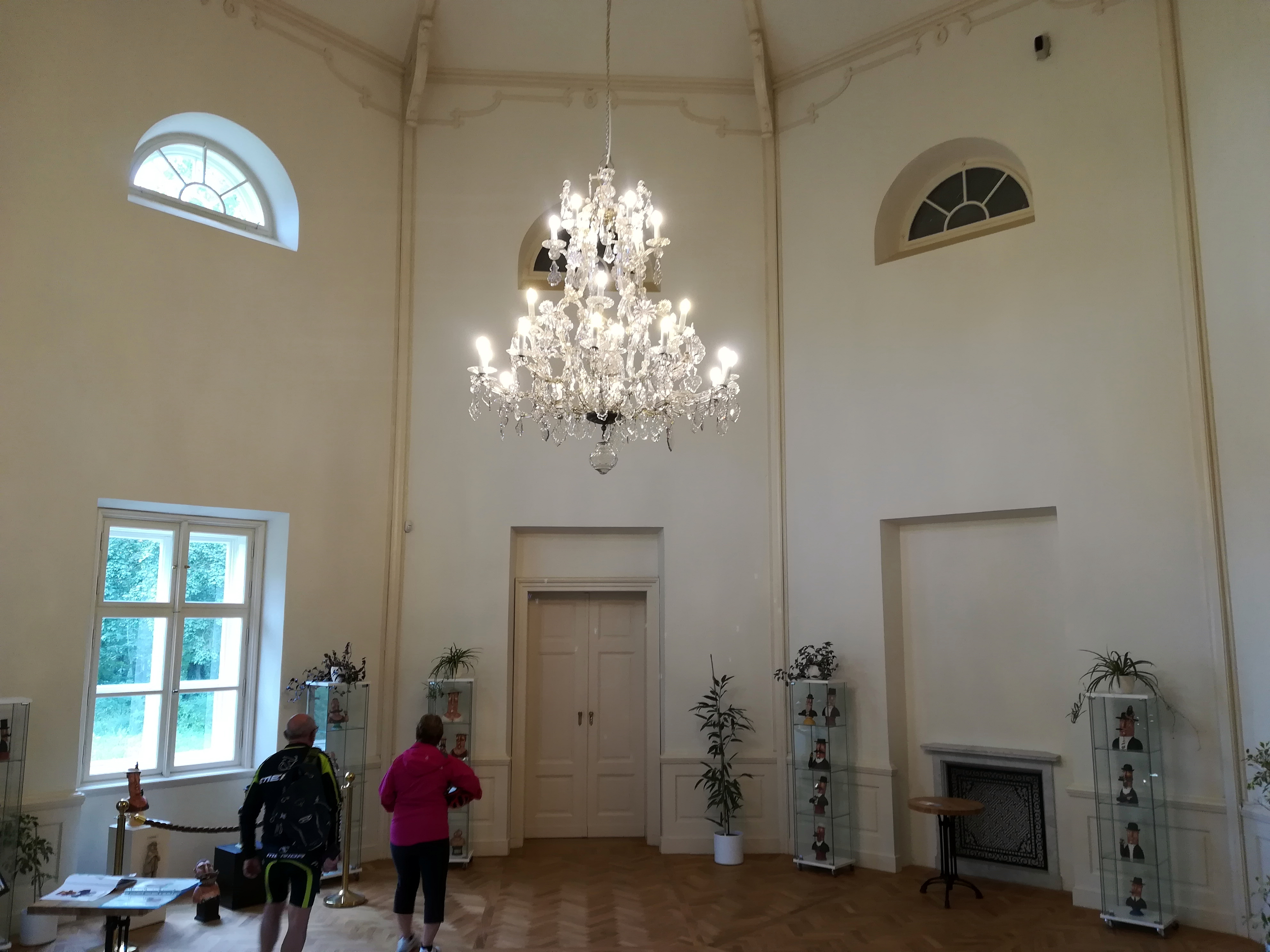
centrální sál
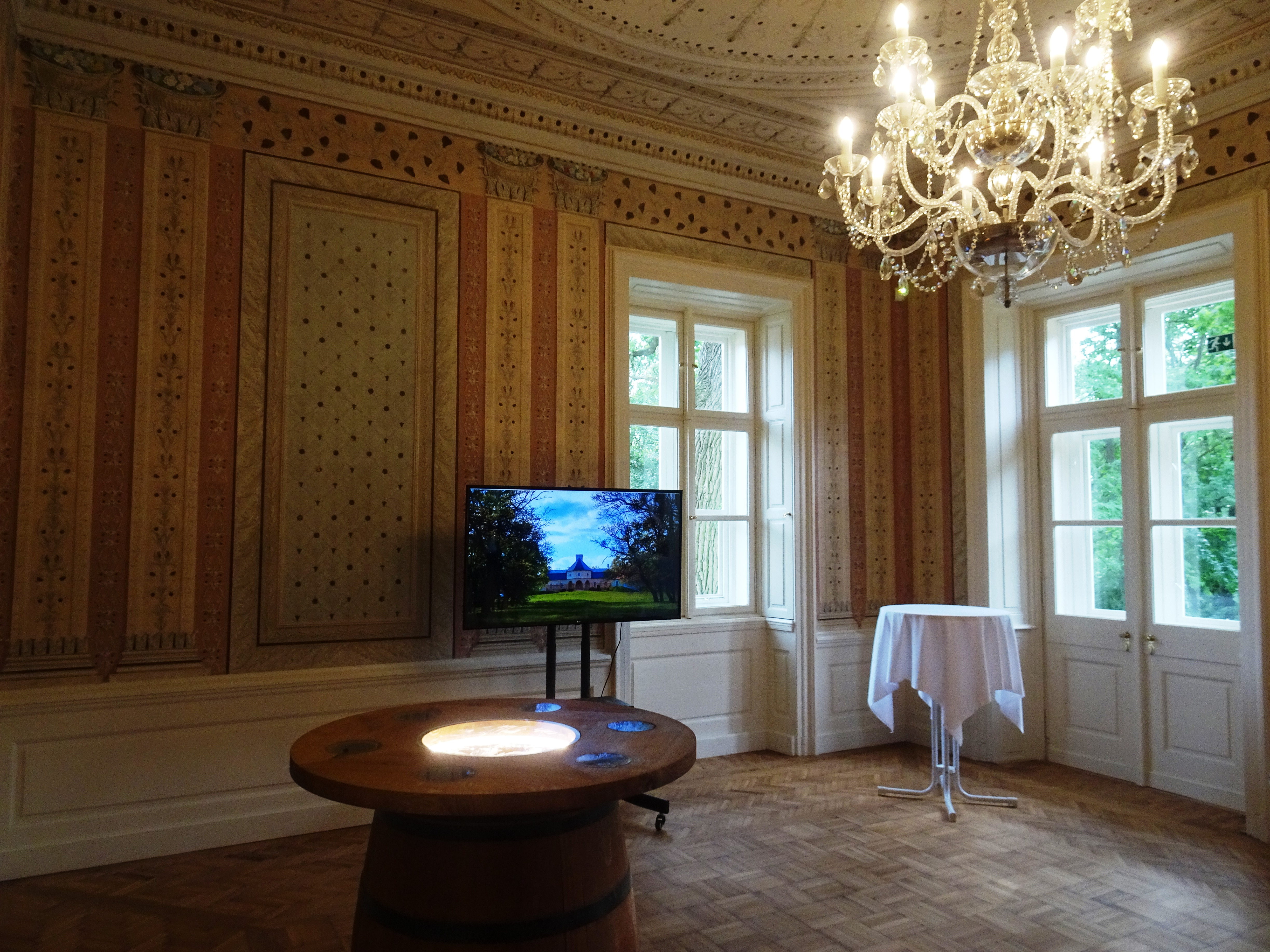
levý salon
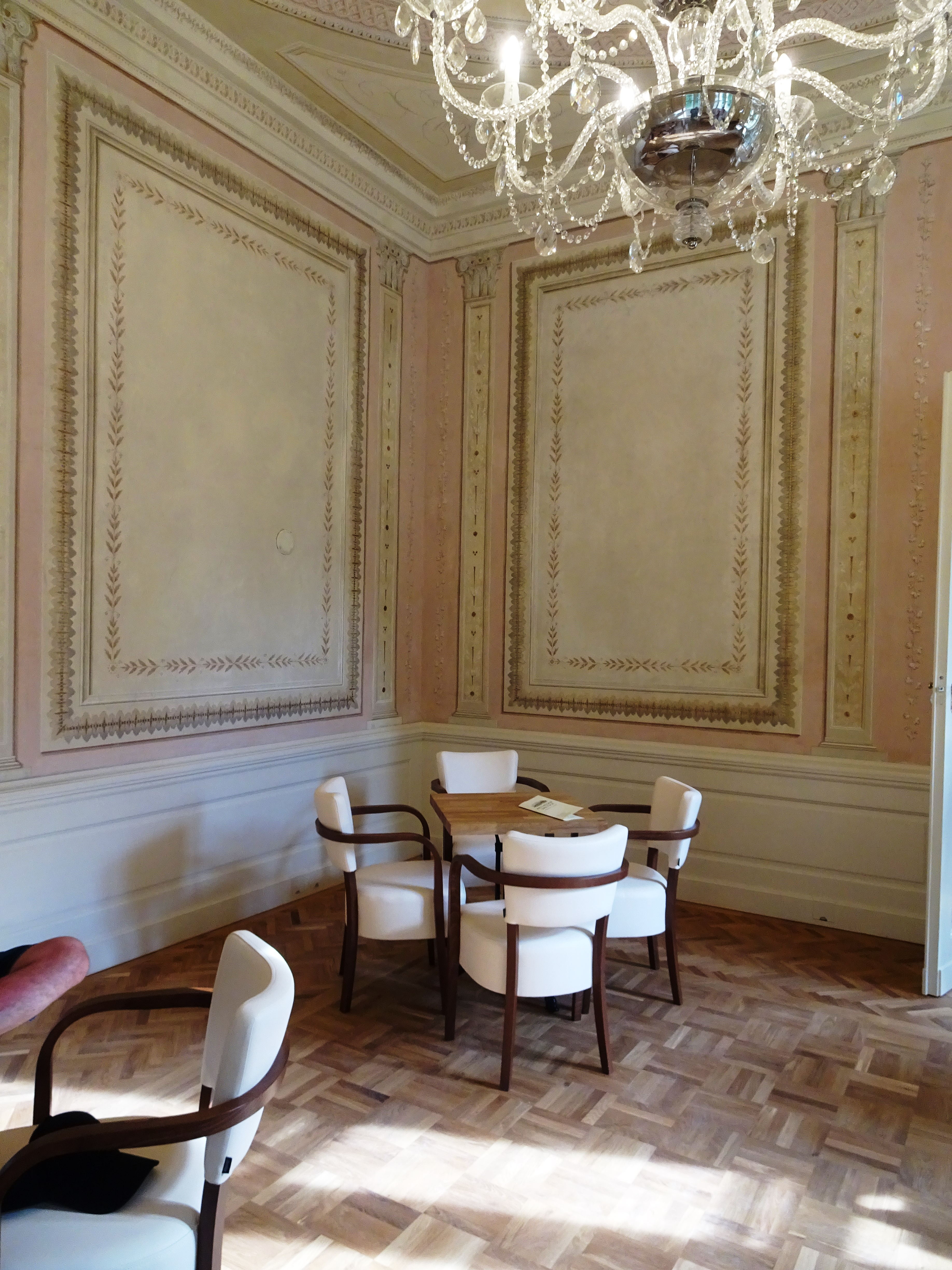
pravý salon
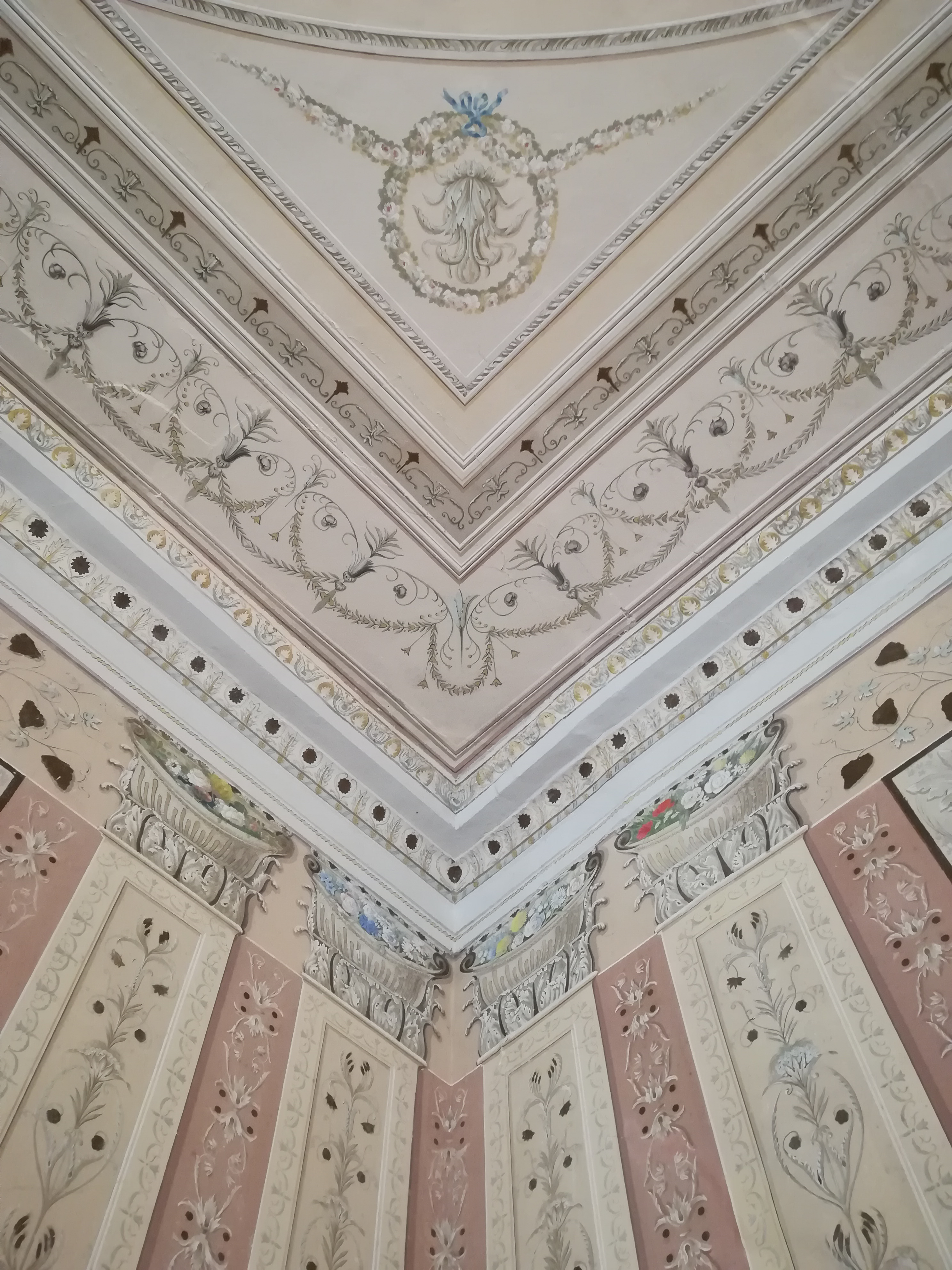
výmalba levého salonu